# Ruslan Ponomariov
Ruslan Olegovich Ponomariov (tiếng Ukraina: Русла́н Оле́гович Пономарьо́в, Ruslan Olehovych Ponomar'ov; tiếng Nga: Русла́н Оле́гович Пономарёв; sinh ngày 11 tháng 10 năm 1983) là một đại kiện tướng cờ vua người Ukraina và là vô địch cờ vua FIDE từ năm 2002 tới năm 2004.
Ponomariov cũng là á quân tại Cúp cờ vua thế giới 2005 và Cúp cờ vua thế giới 2009.

## Kết quả thi đấu Cúp thế giới
| Năm             | 2005 | 2007 | 2009 | 2011 | 2013 | 2015 |
| --------------- | ---- | ---- | ---- | ---- | ---- | ---- |
| Chess World Cup | F    | QF   | F    | SF   | 2R   | A    |